# Cobar Shire
Cobar Shire är en kommun i Australien. Den ligger i delstaten New South Wales, i den sydöstra delen av landet, omkring 580 kilometer väster om delstatshuvudstaden Sydney. Antalet invånare var 4 647 vid folkräkningen 2016.
Följande samhällen finns i Cobar:
- Cobar
- Nymagee